# Šiloašský nápis

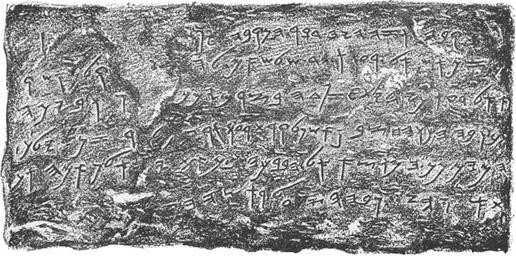
Šiloašský nápis

Šiloašský nápis nebo Silvánský nápis (podle jeruzalémské čtvrti Silván) je částí textu původně vyrytého do stěny Chizkijášova tunelu, který přivádí vodu z Gichonského pramene do Šiloašského rybníka ve Východním Jeruzalémě. Tunel byl objeven roku 1838 americkým biblistou Edwardem Robinsonem. Nápis je záznamem o dokončení ražby tunelu v 8. stol př. n. l. Patří k nejstarším známým nápisům tohoto druhu psaným v hebrejštině paleo-hebrejským písmem. Tradičně ze označuje jako "pamětní nápis", bývá mu však také připisován votivní význam.

## Historie objevu
Přestože Chizkijášův tunel v 19. století důkladně zkoumali archeologové jako Dr. Edward Robinson, Sir Charles Wilson a Sir Charles Warren, nikdo z nich si nevšiml nápisu, patrně kvůli minerálním usazeninám, které ho téměř zakryly.
Podle Easton's Bible Dictionary (1897) nápis vyrytý na východní straně asi 6 metrů od ústí tunelu objevil chlapec, který se brodil tunelem od Šiloašského rybníka.
Šiloašský nápis byl tajně vysekán ze stěny tunelu v roce 1891 a rozbit na kusy. Ty se však podařilo zachránit díky úsilí britského konzula v Jeruzalémě, a byly pak umístěny do Istanbulského archeologického musea. Jeruzalémský starosta Uri Lupolianski při setkání s tureckým velvyslancem v Izraeli Namikem Tanem 12. července 2007 požádal, aby tabulka jako "gesto dobré vůle" mezi spojenci byla vrácena do Jeruzaléma. Turecko žádost odmítlo s tím, že Šiloašský nápis byl majetkem Osmanské říše, a patří tedy ke kulturnímu dědictví Turecké republiky. Přesto jako projev dobré vůle ze strany Turecka prezident Abdullah Gul zapůjčil nápis krátkodobě pro jeho vystavení v Jeruzalémě. .

## Tunel
Roku 1899 byl objeven jiný tunel, rovněž vedoucí od Gichonského pramene k Šiloašskému rybníku, ale poněkud přímější trasou. Říká se mu Kanál ze střední doby bronzové, jelikož byl podle Reicha vybudován kolem r. 1800 př. n. l. (ve střední době bronzové). Je to zhruba 7 m hluboká strouha zakrytá seshora kamennými deskami (ty pak byly zamaskovány zelení). Je o něco užší, přesto však téměř v celé délce průchozí. Kromě vyústění u Šiloašského rybníka má ještě několik menších výpustí, kterými byly zavlažovány zahrady v Kidrónském údolí. 

### Historie
Pravěký Jeruzalém, založený na horském hřbetu, byl dobře chráněný téměř ze všech stran, měl však jednu vojenskou nevýhodu: hlavní zdroj pitné vody, Gichonský pramen, se nacházel ve svahu nad Kidrónským údolím vně hradeb. Za případného obléhání by město o tento zdroj přišlo.
Bible zaznamenává, že král Chizkijáš (podle Albrighta 715–687 př. n. l.) z obavy před asyrským obležením nechal vyústění pramene zasypat a vodu odvedl tunelem do Šiloašského rybníka.
2 Královská 20,20 (Ekumenický překlad): „O ostatních příbězích Chizkijášových, o všech jeho bohatýrských činech a jak udělal rybník a vodovod, jímž přivedl vodu do města, se píše, jak známo, v Knize letopisů králů judských.“
2 Paralipomenon 32,2-4 (Ekum. překlad): „Když uviděl Chizkijáš, že Sancherib přitáhl a že se chystá do boje proti Jeruzalému, dohodl se s velmoži a bohatýry, že zasypou vodní prameny, které byly vně za městem, a ti mu poskytli pomoc. Shromáždilo se množství lidu a zasypali všechny prameny i potok, který protékal středem země. Řekli: "Proč mají asyrští králové najít tolik vody, až přitáhnou?"“

## Překlad
Zpočátku kvůli usazeninám téměř nečitelný nápis se pokusil přečíst profesor A.H. Sayce, později byl text očištěn s pomocí zředěné kyseliny, takže vystoupil zřetelněji. Skládá se ze šesti řádek, z nichž první je poškozena. Slova jsou oddělována tečkami. Pouze slovo zada ve třetím řádku je nejisté kvůli trhlině v kameni.
Překlad nápisu:
... proražení ... a taková byla událost proražení. Když ještě ...
(kopáči zvedali) motyku jeden proti druhému a zbývalo prorazit ještě tři lokty ... bylo slyšet hlas ...
jak na sebe volali, (neboť) ve skále byla ZADA zprava doleva ... a v den
proražení raziči kopali jeden proti druhému, motyka proti motyce, a tekla
voda od pramene k rybníku, 1200 loktů. A 100?
loktů byla výška skály nad hlavou kopáčů ...
Nápis tedy zachycuje budování tunelu; podle textu dvě čety kopáčů postupovaly proti sobě z obou konců zároveň, až se setkaly uprostřed. Ve skutečnosti nebyl průběh tak jednoduchý, jak se zdá z nápisu; v místě setkání tunel náhle odbočuje v pravém úhlu a osy se přesně neshodují. Podle teorie současných archeologů byl směr kopání určován akusticky, jak tomu nasvědčuje i popis této techniky v Šiloašském nápisu. Často opomíjená poslední věta totiž ukazuje, že stavitelé znali hloubku tunelu pod povrchem v každém bodě jeho průběhu.

## Galerie

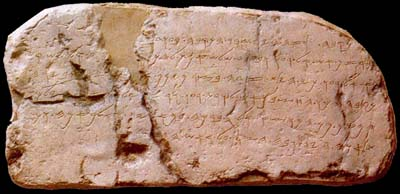
Šiloašský nápis, Istanbulské archeologické museum
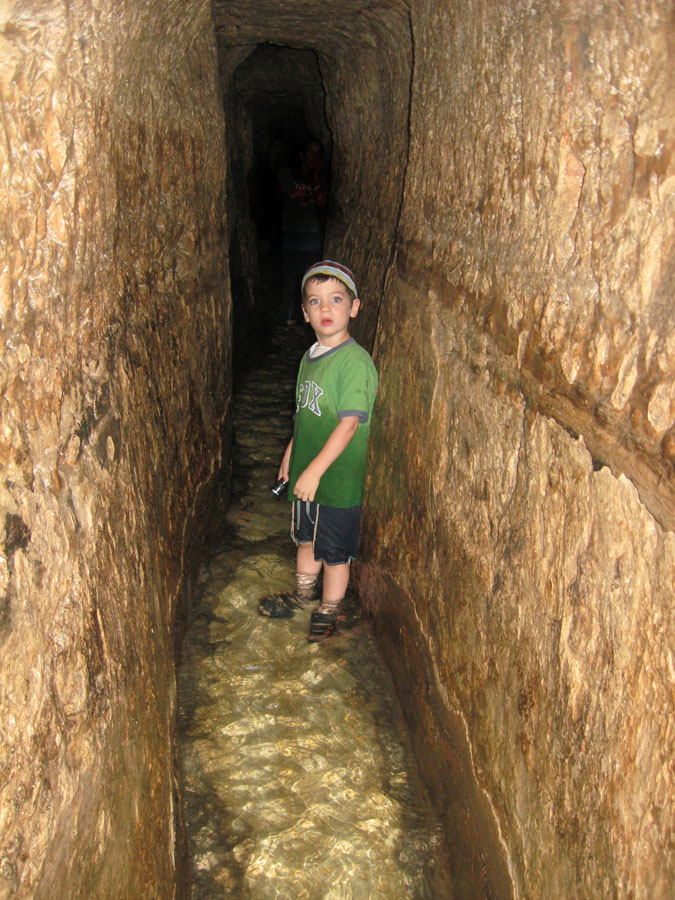
Chizkijášův tunel
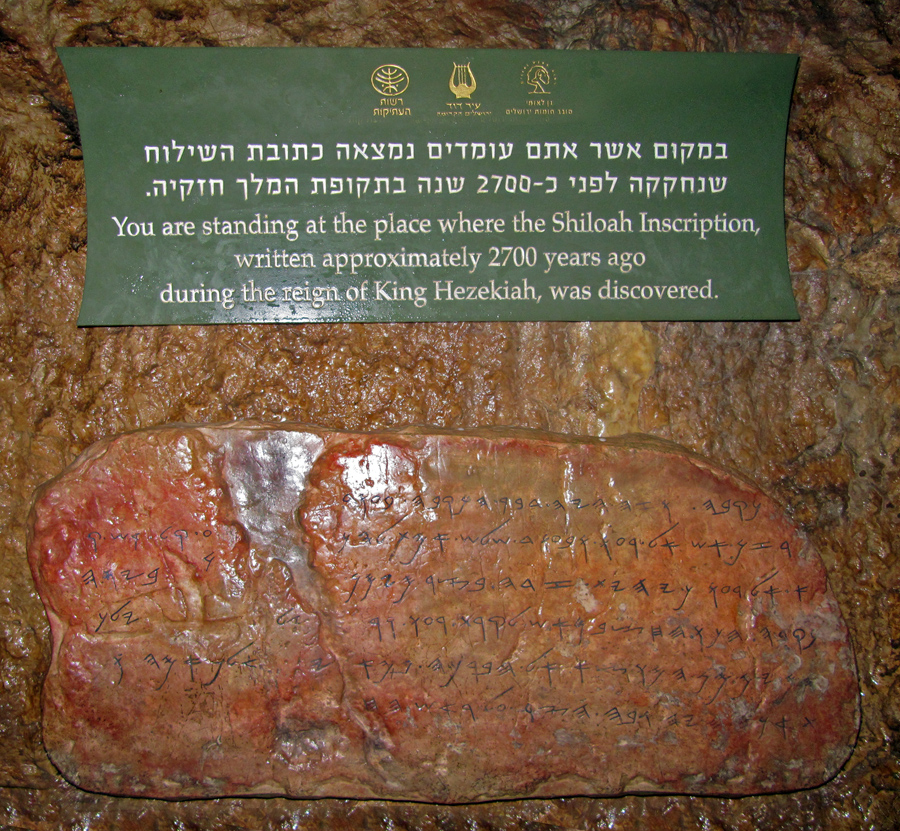
Duplikát nápisu, umístěný v Chizkijášově tunelu 2010